# Криторз, Чарльз
Чарльз Криторз (англ. Charles Cretors; 11 декабря 1852, Лебанон, округ Уоррен, Огайо — 24 июня 1934, Чикаго) — американский предприниматель и изобретатель, создатель первой машины для производства попкорна.
Начал собственное дело в начале 1870-х гг. в городе Форт-Скотт (штат Канзас), продавая печенье собственной выпечки. В 1880-х гг. Криторзу принадлежала булочная-кондитерская в Декейтере. Он приобрёл для неё машину для обжарки арахиса, в которую внёс ряд конструктивных изменений, а также подключил её к паровому двигателю; благодаря тому, что энергии пара хватало не только на нагревание обжарочной чаши, но и на механическое перемешивание её содержимого, продукт обжаривался равномерно с разных сторон, обеспечивался также подогрев готовой продукции. В 1885 году Криторз перебрался в Чикаго, где 2 декабря приобрёл лицензию на публичную торговлю жареным арахисом и попкорном, — эта дата считается днём основания компании C. Cretors & Company, существующей по сей день (в 2008 году ею управлял также Чарльз Криторз, правнук основателя).
В 1893 г. Криторз с успехом продемонстрировал своё изобретение на Всемирной выставке в Чикаго, в том же году он получил на него патент. Бум публичных кинотеатров, в которых удобно было потреблять попкорн, и Великая Депрессия, повысившая интерес к дешёвым продуктам, к которым относится кукуруза, способствовали успеху коммерческой деятельности Криторза, который в то же время не прекращал усовершенствовать своё детище: так, к 1900 году относится сконструированная им передвижная машина по изготовлению попкорна, в которую можно было запрягать лошадь.